# Vanha Vaasa
L'ancien Vaasa (finnois : Vanha Vaasa) est un quartier du district de Ristinummi à sept kilomètres du centre-ville de Vaasa en Finlande.

## Présentation
L'ancienne ville de Vaasa était située dans la zone actuelle du quartier du Vieux Vaasa.
Pendant l'incendie de Vaasa de 1852, Vaasa est presque totalement détruit et l'on décide de reconstruire la ville plus à proximité de la côte à 7 km au nord-ouest.
Le Vieux Vaasa abrite l'église de Mustasaari, construite à l'origine en 1786 comme cour d'appel, et l'ancien hôpital de Vaasa.
Le musée de l'ancien Vaasa est installé dans la Maison Wasastjerna.
| Carte de lieux et monuments de Vaasa                                              |
| Carte interactive de lieux et monuments de Vaasa (cliquer pour voir les détails). |

## Galerie

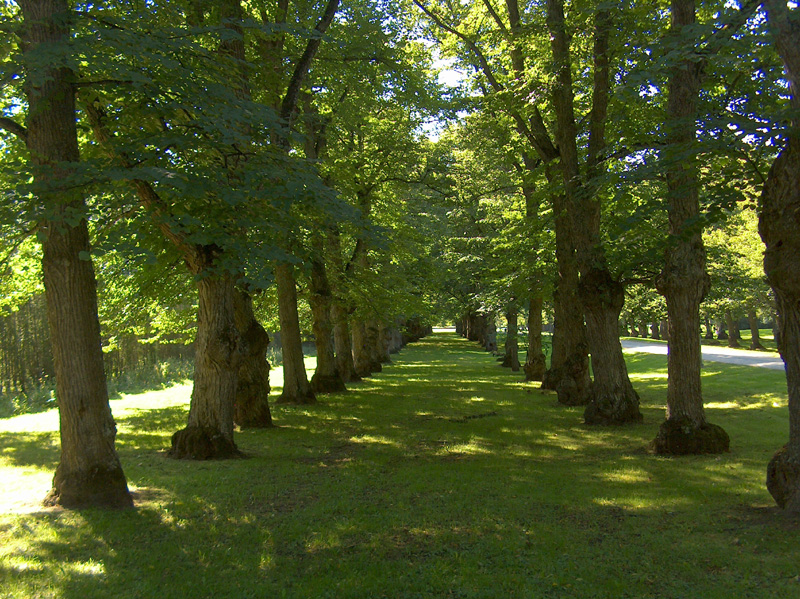
Parc de la Cour d'appel.
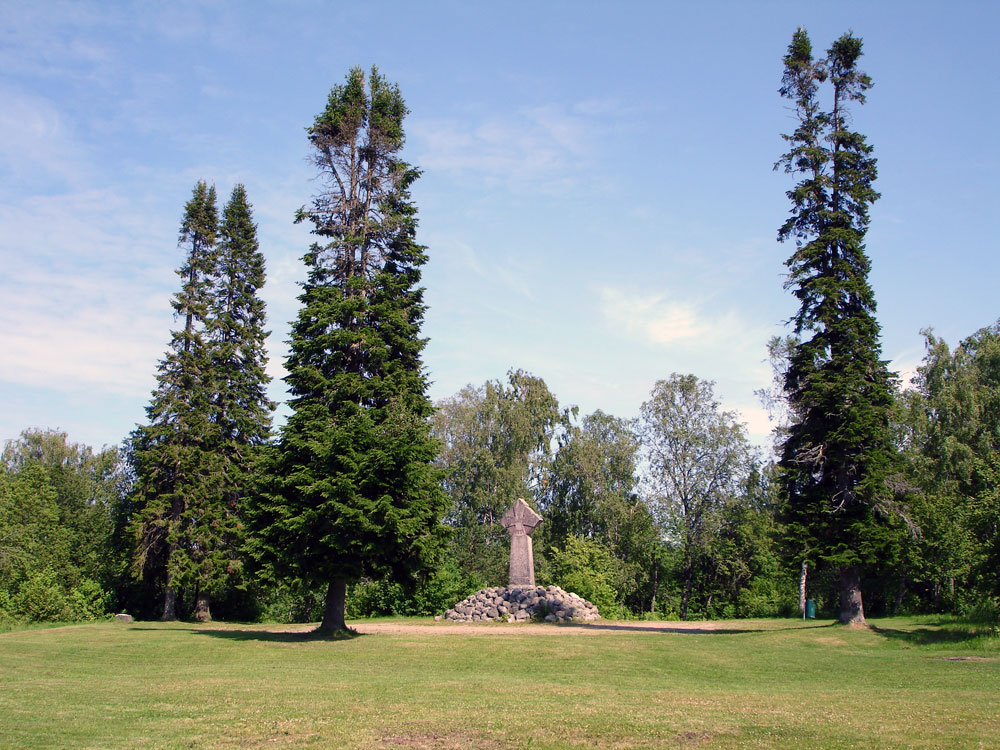
Mémorial du château de Korsholm.
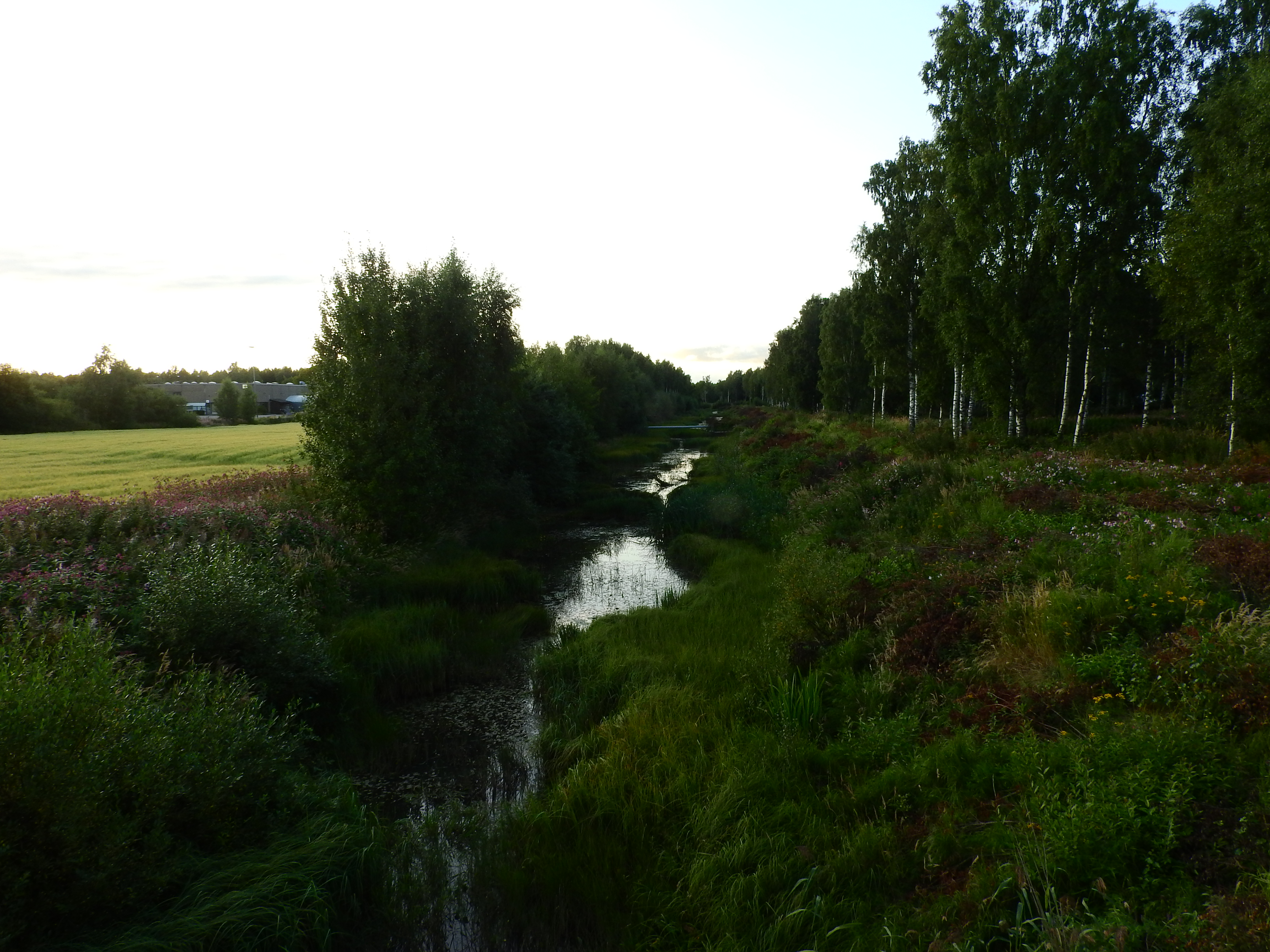
Canal du Vieux Vaasa.
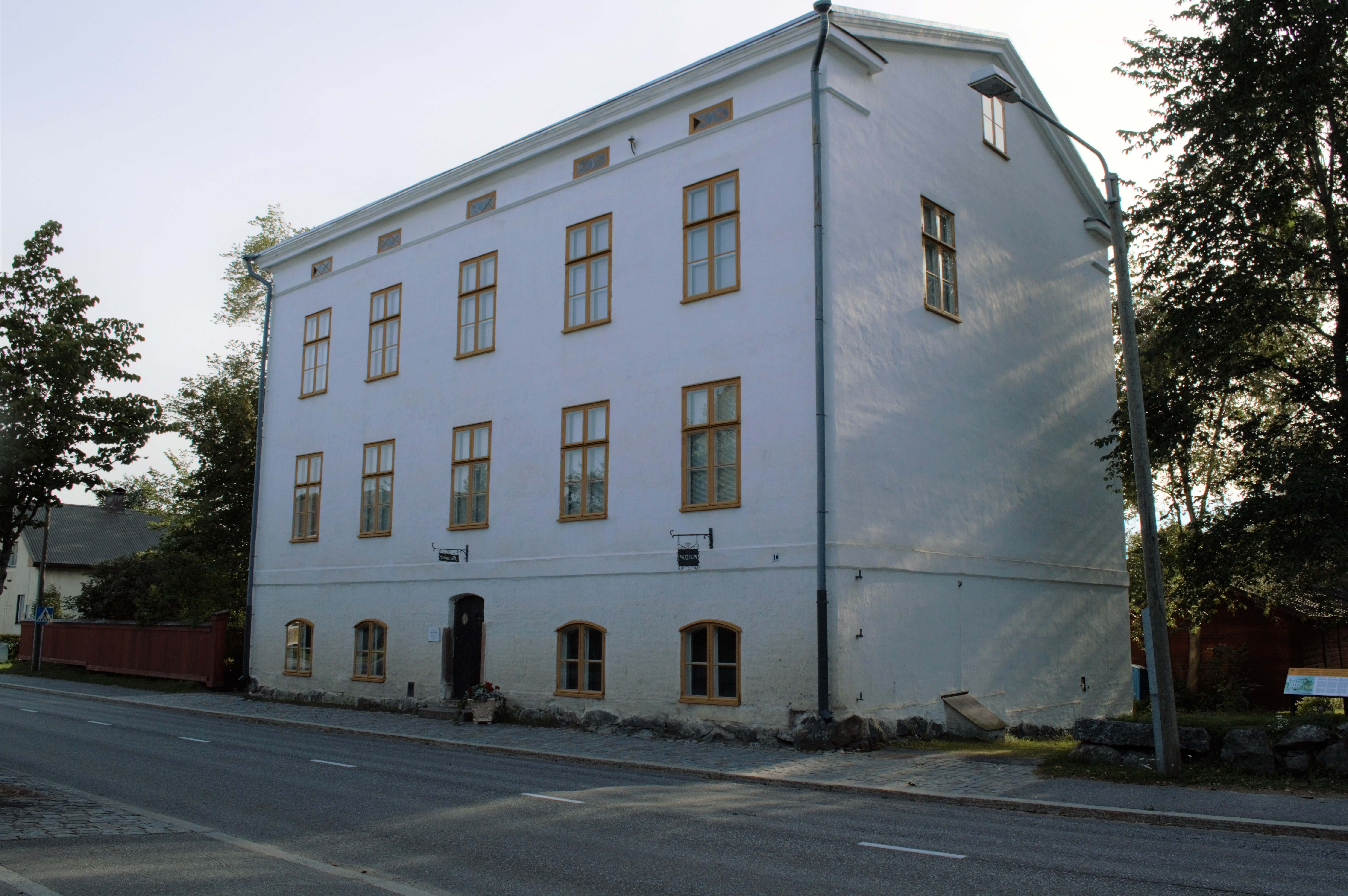
Maison Wasastjerna.